# Rudolf Christoph Eucken
(Motivazione del Premio Nobel)
Rudolf Christoph Eucken (Aurich, 5 gennaio 1846 – Jena, 14 settembre 1926) è stato un filosofo e scrittore tedesco, vincitore del Premio Nobel per la letteratura nel 1908.
Nacque ad Aurich, nell'estremo nord ovest della Germania e studiò filologia classica, storia e filosofia all'Università di Gottinga
con il pensatore idealista Rudolf Hermann Lotze, e a Berlino dice conobbe Friedrich Adolf Trendelenburg, logico e storico della filosofia noto per le sue critiche a Hegel.
Nel 1871, dopo aver insegnato per 5 anni fu nominato professore di filosofia presso l'Università di Basilea in Svizzera. Vi rimase fino al 1874 quando si trasferì a Jena dove insegnò fino alla pensione. 
Nel 1882 si sposò ed ebbe una figlia e due figli. 
Suo figlio Walter Eucken è uno dei fondatori del pensiero ordoliberale.
Sotto la sua direzione Max Scheler conseguì il dottorato nel 1897, con una tesi dal titolo "Beiträge zur Feststellung zwischen den logischen und ethischen Prinzipien".
Nel 1908 fu insignito, piuttosto inaspettatamente, del Premio Nobel, quando i pronostici erano concentrati soprattutto su Antonio Fogazzaro e sulla svedese Selma Lagerlöf (che fu comunque premiata l'anno successivo).

## Pensiero
La sua riflessione filosofica, improntata all'idealismo, si è concentrata in particolar modo sul ruolo della religione nella vita moderna. Eucken sosteneva la necessità e l'importanza del Cristianesimo, ma allo stesso tempo criticava lo sclerotizzarsi delle gerarchie ecclesiastiche cattoliche e protestanti. Il suo punto d'arrivo, infatti, era una religione cristiana in divenire, capace di essere in armonia coi tempi presenti.
L'uomo è il punto d'incontro tra la natura e lo spirito. 
Come suo maestro Trendelenburg, soprattutto nei primi anni di insegnamento, fu un apprezzato studioso di Aristotele. Da quest'ultimo riprese dalla concezione dell'anima come realtà immateriale non riducibile a meri processi chimico-fisici, e che nobilita l'uomo distinguendolo da tutte le altre forme di esseri viventi; con Aristotele affermava che l'uomo deve vivere secondo la parte più nobile che in lui, anche attraverso l'uso di facoltà come la volontà e l'intuizione. 
Respingendo il materialismo socialista e il naturalismo positivista,  affermò che la più alta espressione della vita spirituale collettiva si poteva rinvenire nel Dio cristiano, considerato superiore a qualsiasi altra confessione religiosa. Tuttavia, criticava l'immobilismo delle gerarchie ecclesiastiche cattoliche e protestanti.